# MDO
MDO es un grupo musical de boy band iberoamericana de pop/rock formado en la ciudad de Miami, Florida en los Estados Unidos de Norteamérica en el año 1997, derivado de Menudo luego de haber vendido los derechos de autor del nombre.

## Historia
En 1997, el creador y productor de Menudo, Edgardo Díaz, vendió los derechos de Menudo, a una compañía en Panamá. Después de la liberación y promoción del álbum Tiempo de amar en 1996, y el resto de la línea, fue llamado MDO bajo la dirección y producción de Díaz.
Los miembros en el momento fueron Abel Talamántez, Pablo Portillo, Alexis Grullón, Anthony Galindo+, Didier Hernández y Daniel René Weider. En 1999, siguieron con Un poco más, el álbum incluyó dos canciones en inglés: "Groove With Me Tonight" y "Fantasy", en un intento de cruzar al mercado de los EE.UU. Lo mismo ocurrió en 2000 con Subir al cielo, que presentó dos nuevos singles en inglés.
En ese mismo año, MDO lanzó su primer álbum en inglés, llamado Little Piece of Heaven, que fue distribuida internacionalmente. Sin embargo, los problemas con los miembros Alexis Grullón y la salida de uno de los nuevos miembros, Caleb Avilés, obligó al grupo en pausa. El resto de los miembros decidió seguir otras empresas musicales.
En enero de 2005, se anunció que MDO volvería con nuevos miembros. El 25 de enero de 2005 lanzaron al mercado su primera producción "Otra vez" y lo dieron a conocer los nuevos integrante del grupo. Desde entonces MDO ha visitado múltiples países como México, Ecuador, Panamá, Perú, Puerto Rico, República Dominicana, Venezuela y Estados Unidos entre otros. Gracias al apoyo de su público, medios de comunicación y equipo de trabajo MDO regresa en 2008 con un aspecto más maduro y con una nueva producción. titulada "Sabe a ti", donde se demuestra el gran crecimiento artístico del grupo.

## Integrantes de MDO
| Integrantes                     | Edades en el grupo | Sustituido por                                 |
| ------------------------------- | ------------------ | ---------------------------------------------- |
| Andy Blázquez                   | 1997               | Daniel René Weider                             |
| Abel Talamántez                 | 1997-2002, 2015-   | Luis Montes                                    |
| Alexis Grullón                  | 1997-2001, 2015-   |                                                |
| Didier Hernández                | 1997-2002, 2015-   | Elliot Suro                                    |
| Édgar Antonio "Anthony" Galindo | 1997-2000, 2002    | Troy Tuminelli (2000), Daniel Rodríguez (2005) |
| Daniel René Weider              | 1997-98            | Ricky Lopez                                    |
| Ricky López                     | 1998               | Pablo Portillo (2000)                          |
| Troy Curtis                     | 2000-01            | Caleb Avilés                                   |
| Pablo Portillo                  | 2000-02            | Lorenzo Duarte                                 |
| Caleb Avilés                    | 2001-02            | Anthony Galindo                                |
| Elliot Suro                     | 2005-08            |                                                |
| Daniel Rodríguez                | 2005-08            |                                                |
| Lorenzo Duarte                  | 2005-08            |                                                |
| Luis Montes                     | 2005-08            |                                                |

### Luis Montes
Luis Montes nació el 17 de abril de 1982 en Fajardo, Puerto Rico. Participó en la primera edición de "Objetivo Fama" un reality show transmitido en P.R. durante su primera edición y luego por Telefutura en los Estados Unidos. Ahora da cursos de Español.
Logró el 3.º lugar en Objetivo Fama y luego formó parte de MDO.

### Elliot Suro
Elliot Suro nació el 6 de agosto de 1984 en Trujillo Alto, Puerto Rico. Participó en la primera edición de "Objetivo Fama" un reality show transmitido en P.R. durante su primera edición y luego por Telefutura en los Estados Unidos. Logró el 12.º lugar en Objetivo Fama y luego formó parte de MDO.

### Daniel Rodríguez
Daniel Rodríguez nació el 11 de agosto de 1984 en Bayamón, Puerto Rico. Participó en "Objetivo Fama". Obteniendo un cuarto lugar fue elegido por Edgardo Díaz para pertenecer a la agrupación MDO.

### Lorenzo Duarte
Lorenzo Duarte nació en Caracas, Venezuela. Desde muy pequeño comenzó su participación en múltiples comerciales de TV así como en el modelaje. Antes de audicionar para MDO realizó grabaciones profesionales para productores como Alejandro Jaén, José Luis Morín y Luis Martinne. En 2002 audiciona para la agrupación MDO a la cual se une al finales de 2004. En 2009 Lorenzo Duarte asegura haber logrado desvincularse del concepto MDO y ubicarse en solitario en el gusto del público con su primer disco como solista “Evolución”.

## Discografía
| Fecha de lanzamiento  | Título del álbum               | Discográfica     | Integrantes                                                                             |
| --------------------- | ------------------------------ | ---------------- | --------------------------------------------------------------------------------------- |
| 1 de julio de 1997    | MDO                            | Sony Latin       | - Abel Talamántez - Alexis Grullón - Anthony Galindo - Didier Hernández - Daniel René   |
| 23 de febrero de 1999 | Un poco más                    | Sony Discos      | - Abel Talamántez - Alexis Grullón - Anthony Galindo - Didier Hernández                 |
| 31 de octubre de 2000 | Subir al cielo                 | Sony Discos      | - Abel Talamántez - Alexis Grullón - Didier Hernández - Pablo Portillo - Troy Tuminelli |
| 28 de agosto de 2001  | Little Piece of Heaven         | Sony Discos      | - Abel Talamántez - Alexis Grullón - Caleb Avilés - Didier Hernández - Pablo Portillo   |
| 2 de abril de 2002    | Greatest Hits: 5th Anniversary | Sony Discos      | - Abel Talamántez - Anthony Galindo - Didier Hernández - Pablo Portillo                 |
| 24 de junio de 2003   | Acústico                       | Sony Discos      |                                                                                         |
| 25 de enero de 2005   | Otra vez                       | Ole Music        | - Daniel Rodríguez - Elliot Suro - Lorenzo Duarte - Luis Montes                         |
| 12 de febrero de 2008 | Sabe a ti                      | Machete Music    | - Daniel Rodríguez - Elliot Suro - Lorenzo Duarte - Luis Montes                         |
| 20 de abril de 2018   | 90's Pop Tour Vol. 2           | Sony Music Latin |                                                                                         |

## Canciones para Telenovelas
- La mujer de Judas - Me huele a soledad
- Juana, la virgen - Otra vez (para la versión de Puerto Rico)
- El clon - Sin ti (Tema de Mel y Xande)
- Muñeca brava - Te quise olvidar (solo en Estados Unidos)
- Carissima - Te quise olvidar